# South Fork Holston River
Der South Fork Holston River ist ein Fluss im Osten der Vereinigten Staaten.
Er ist der südliche und bedeutendere der beiden Quellflüsse des Holston River. Der South Fork Holston River ist mit etwa 180 Kilometer zwar kürzer als der North Fork Holston River, hat aber ein Einzugsgebiet von 5304 km² – fast dreimal so groß wie jenes des nördlichen Quellflusses. Sein Einzugsgebiet umfasst neben den Nordosten Tennessees auch Teile von Virginia und North Carolina.
Der Fluss entspringt bei der Ortschaft Sugar Grove im Smyth County in Virginia und fließt in westlicher Richtung durch Smyth und Washington County. Ab der Einmündung des Middle Fork Holston River wird der South Fork zum South Holston Lake gestaut. Dieser ist mit 31 km² der größte dreier wichtiger Stauseen am South Fork, der Staudamm befindet sich westlich von Bristol in Tennessee. Rund 24 Kilometer unterhalb des South-Holston-Staudammes beginnt der Stauraum des Boone Lake. Dieser Stausee wird außer vom South Fork auch vom Watauga River, dem wichtigsten Nebenfluss des South Fork Holston Rivers, gespeist. Unterhalb des Boone Dams schließt unmittelbar der kleinere Fort Patrick Henry Lake an.
Kurz vor dem Zusammenfluss mit dem North Fork fließt der South Fork Holston River durch die Stadt Kingsport, wo auch die Insel Long Island liegt. Diese Insel war im Besitz der Cherokee, wurde aber im 18. Jahrhundert zu einem strategisch bedeutsamen Ort für die europäische Kolonisation.